# جاك فانس
جاك فانس (بالإنجليزية: Jack Vance) (28 أغسطس 1916، سان فرانسيسكو في الولايات المتحدة - 26 مايو 2013، أوكلاند في الولايات المتحدة) روائي أمريكي، حاصل على جائزة هوغو لأفضل أقصوصة طويلة عن «القلعة الأخيرة» في العام 1967.

## روابط خارجية
- جاك فانس على موقع IMDb (الإنجليزية)
- جاك فانس على موقع ميوزك برينز (الإنجليزية)
- جاك فانس على موقع إن إن دي بي (الإنجليزية)
- جاك فانس على موقع ديسكوغز (الإنجليزية)
- جاك فانس على موقع قاعدة بيانات الفيلم (الإنجليزية)